# Дифракционное определение среднего размера областей когерентного рассеяния
Дифракционное определение среднего размера областей когерентного рассеяния (англ. diffraction determination of mean size of coherent scattering regions) — косвенный метод определения среднего размера малых частиц (более правильно областей когерентного рассеяния) по уширению дифракционных отражений (рентгеновская или электронная дифракция) при уменьшении размера частиц (зёрен) компактных и порошкообразных наноструктурированных веществ и материалов.

## Описание
Дифракционный метод позволяет оценить размер частиц (зёрен), усредненный по объему исследуемого вещества и несколько заниженный в сравнении с результатами электронной микроскопии.
Малый размер частиц — не единственная возможная причина уширения дифракционных отражений. За уширение отражений ответственны также микродеформации и химическая негомогенность, то есть неоднородность состава исследуемого соединения по объему образца. Величины уширений, вызванных малым размером зерен, деформациями и негомогенностью, пропорциональны {\displaystyle \sec q},  {\displaystyle \mathrm {tg} q} и {\displaystyle {\tfrac {sin^{2}q}{cos^{2}q}}} соответственно, где {\displaystyle q} — угол дифракции. Благодаря различной угловой зависимости, три разных вида уширения можно разделить.
Характеристикой формы дифракционного отражения является полная ширина на половине высоты (англ. Full Width at Half-Maximum, FWHM). Наилучшим образом форма отражения описывается функцией псевдо-Фойгта, являющейся суперпозицией функций Лоренца и Гаусса. В реальном эксперименте из-за конечного разрешения дифрактометра ширина отражения не может быть меньше инструментальной ширины. Это означает, что уширение b отражений нужно определять относительно инструментальной ширины, то есть функции разрешения дифрактометра FWHMR, в виде
{\displaystyle b=\left[\left(FWHM_{e}\right)^{2}-\left(FWHM_{R}\right)^{2}\right]^{1/2}}
Последовательность дифракционного эксперимента по определению среднего размера областей когерентного рассеяния (размеров частиц), микронапряжений и негомогенности из величины уширения отражений включает следующие этапы:
1) измерение дифракционного спектра эталонного вещества и определение функции разрешения дифрактометра;
2) измерение дифракционного спектра исследуемого вещества и определение ширины отражений;
3) определение уширения отражений исследуемого вещества как функции угла дифракции;
4) выделение вкладов в уширение, обусловленных малым размером частиц, микронапряжениями и негомогенностью изучаемого вещества;
5) оценка среднего размера областей когерентного рассеяния (частиц, зерен), величины микронапряжений и негомогенности.